# Aventurera
Aventurera es una película drámatica y musical mexicana de 1950, dirigida por Alberto Gout a partir de un guion coescrito junto a Álvaro Custodio y Carlos Sampelayo, y protagonizada por Ninón Sevilla y Andrea Palma.  

## Argumento
La tranquila vida de la joven Elena Tejero, cambia radicalmente cuando su madre se fuga con su amante, provocando el suicidio de su padre. Sola y sin recursos, la joven emigra a Ciudad Juárez donde busca trabajo sin éxito. Al borde del hambre, Elena acepta trabajar con Lucio, sin sospechar que su oferta es una trampa para prostituirla. La joven termina bailando en el cabaret de Rosaura, una mujer que lleva una doble vida: seis meses al año regentea su burdel en Juárez, y los otros seis meses es una respetable señora de sociedad de Guadalajara. Rosaura maltrata y humilla profundamente a Elena, quien termina escapando de ella con ayuda de Lucio, solo para tener que huir de la ciudad cuando Lucio se involucra en un asalto y va a dar a prisión. Elena decide comenzar una nueva vida trabajando como vedette en la Ciudad de México. Allí conoce a Mario, un apuesto joven que se enamora de ella. Elena acepta su propuesta de matrimonio. Se van a Guadalajara para celebrar su boda y ahí, por un amargo capricho del destino, Elena descubre que Rosaura es la madre de Mario. Elena decide proseguir con sus planes como una forma de torturar a Rosaura y vengarse de todo el mal que le causó. Pero el escape de Lucio de la prisión, complica la ya de por sí revuelta situación de Elena.

## Reparto
- Ninón Sevilla como Elena Tejero
- Andrea Palma como Rosaura
- Tito Junco como Lucio
- Rubén Rojo como Mario
- Miguel Inclán como Rengo
- Jorge Mondragón como Facundo Rodríguez
- Maruja Grifell como Consuelo, madre de Elena
- Luis López Somoza como Ricardo
- María Gentil Arcos como Petra
- Pedro Vargas como cantante
- Ana María González como cantante
- Los Ángeles del Infierno como cantantes

## Versión teatral
En 1997, se realizó una puesta teatral musical inspirada en la película, encabezada originalmente por Carmen Salinas, Edith González, Eduardo Santamarina, Alejandro Tommasi y el primer actor Ernesto Gómez Cruz. La producción corrió a cargo de la misma Salinas y las Hermanas Vallejo. Durante 15 años fue la obra musical más exitosa de México.A lo largo de los 20 años en que se produjo esta puesta en escena, las actrices protagónicas que sucedieron a González fueron Itatí Cantoral (1999), Niurka Marcos (2000), Patricia Navidad (2002), Yatana (2002), Adriana Fonseca (2003), Lorena Rojas (2004), Sabine Moussier (2008), Maribel Guardia (2010), Ninel Conde (2011, 2013), Malillany Marín (2013) y Susana González (2017).
En 2024, el productor Juan Osorio llevó de regreso la historia al teatro con una nueva versión protagonizada por la actriz de origen ruso Irina Baeva, cuyo estreno se vio envuelto en polémica tras cuestionarse las cualidades actorales y dancísticas de Baeva, tanto por el público y la prensa, así como de Niurka Marcos, expareja sentimental de Osorio y protagonista de la versión original de la obra.